# Andrej Kavka
Andrej Kavka [kauka] (* 13. července 1935 Stropkov) je bývalý slovenský fotbalový útočník a trenér. Žije ve Stropkově.
Od ledna 2010 je čestným občanem Stropkova.

## Hráčská kariéra
Stropkovský rodák a odchovanec hrál v československé lize za Dynamo Žilina, aniž by skóroval (22.03.1959–26.04.1959). Byl prvním rodilým Stropkovanem, který se objevil v domácí nejvyšší soutěži.
Za Dynamo Žilina nastupoval i ve II. lize a byl u návratu tohoto klubu do I. ligy. Druhou nejvyšší soutěž hrál také za Červenou hviezdu Banská Bystrica. V nižších soutěžích působil v Budatíně a během základní vojenské služby v Poběžovicích na Domažlicku.

### Prvoligová bilance
| Ročník             | Zápasy | Góly | Minuty | Klub             |
| ------------------ | ------ | ---- | ------ | ---------------- |
| I. liga 1958/59    | 5      | 0    | 429    | TJ Dynamo Žilina |
| CELKEM I. ČS. LIGA | 5      | 0    | 429    |                  |

## Trenérská kariéra
Po návratu z Banské Bystrice se stal ve Stropkově hrajícím trenérem a podílel se na výchově budoucích prvoligových hráčů, jako byli Anton Flešár, Milan Lehocký, Pavol Pencák a Vladimír Rusnák. V ročníku 1964/65 postoupil s Teslou Stropkov do divize. V letech 1972–1975 a 1985 působil v OZKN Svidník (postup do divize 1972/73, účast ve II. SNFL na jaře a na podzim 1985). Od sezony 1975/76 vedl Partizán Bardejov ve II. lize.